# Paulo Renato Fernandes Gonçalves de Campos

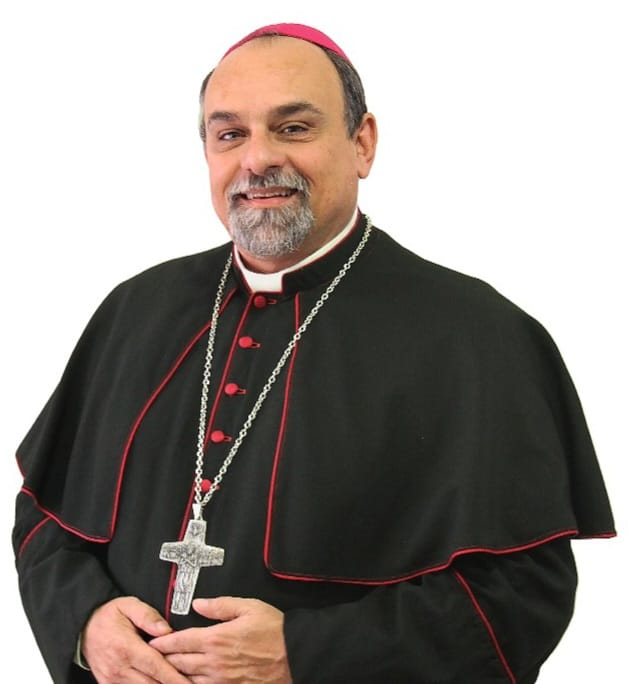
Paulo Renato Fernandes Gonçalves de Campos, 2023

Paulo Renato Fernandes Gonçalves de Campos (* 11. Januar 1973 in São Paulo) ist ein brasilianischer römisch-katholischer Geistlicher und Bischof von Barra do Garças.

Wappen von Paulo Renato Fernandes Gonçalves de Campos.

## Leben
Paulo Renato Fernandes Gonçalves de Campos studierte Philosophie am Philosophisch-Theologischen Institut Santa Teresinha in São José dos Campos und Katholische Theologie an der Faculdade Dehoniana in Taubaté. Am 20. März 2004 empfing er das Sakrament der Priesterweihe für das Bistum São José dos Campos.
Nach der Priesterweihe war Paulo Renato Fernandes Gonçalves de Campos zunächst als Pfarrvikar und später als Pfarradministrator der Pfarrei São Benedito in Alto da Ponte tätig, bevor er Pfarradministrator der Quasipfarrei Nossa Senhora de Fátima wurde. Anschließend koordinierte er die Pastoral im Bistum São José dos Campos und wirkte als Pfarrer der Pfarrei Coração de Jesus. 2010 wurde er für weiterführende Studien nach Rom entsandt, wo er 2012 an der Päpstlichen Universität Gregoriana ein Lizenziat im Fach Fundamentaltheologie erwarb.
Nach der Rückkehr in seine Heimat leitete Paulo Renato Fernandes Gonçalves de Campos das Philosophisch-Theologische Institut Santa Teresinha in São José dos Campos und war in der Priesterausbildung am Priesterseminar des Bistums São José dos Campos tätig. Zudem lehrte er an der Escola Diocesana de Teologia para Leigos e Leigas, an der diözesanen Ausbildungsstätte für Ständige Diakone, an der Faculdade Católica de São José dos Campos und an der Faculdade Dehoniana in Taubaté. Außerdem war er Pfarrvikar der Pfarrei Nossa Senhora do Perpétuo Socorro. Darüber hinaus gehörte er dem Priesterrat und dem Konsultorenkollegium des Bistums an. Von 2016 bis 2023 fungierte er als nationaler Berater der Bewegungen Cursilhos de Cristandade und Equipes de Nossa Senhora sowie als Assessor für internationale Beziehungen bei der Brasilianischen Bischofskonferenz in Brasília. Daneben absolvierte er von 2021 bis 2022 ein Studium an den Faculdades Ibmec in Brasília, das er mit einem Master of Business Administration im Fach internationale Beziehungen abschloss. Ab Juli 2023 war er Pfarradministrator der Pfarrei São João Batista in Jacareí.
Am 18. Oktober 2023 ernannte ihn Papst Franziskus zum Bischof von Barra do Garças. Der Erzbischof von Ribeirão Preto, Moacir Silva, spendete ihm am 16. Dezember desselben Jahres vor dem Centro Evangelização in São José dos Campos die Bischofsweihe; Mitkonsekratoren waren der Bischof von São José dos Campos, José Valmor César Teixeira SDB, und der emeritierte Bischof von Barra do Garças, Protógenes José Luft SdC. Sein Wahlspruch Deus é amor („Gott ist Liebe“) stammt aus 1 Joh 4,16 . Die Amtseinführung erfolgte am 28. Januar 2024.